# HBO
Home Box Office (HBO) je ameriško plačljivo televizijsko omrežje, ki je vodilna družba istoimenske matične podružnice Home Box Office, Inc., ta pa je v lasti podjetja Warner Bros. Discovery.
Program v omrežju je sestavljen predvsem iz izdaje v kinematografih, igranih filmov in izvirnih televizijskih programov, pa tudi filmi, posneti za kabelsko televizijo, dokumentarni filmi, občasne komedije in koncertne posebne televizijske oddaje ter občasni intersticijski televizijski program sestavljeni iz kratkih filmov in making-of dokumentarcev.
HBO je najstarejša in najdlje brez prekinitev delujoča naročniška televizijska storitev v Združenih državah Amerike. HBO je bil pionir sodobne plačljive televizije, ko je začel delovati 8. novembra 1972: bila je prva televizijska storitev, ki se je neposredno prenašala in distribuirala v posamezne kabelske televizijske sisteme, in je bila idejni osnutek za "premium kanal", plačljive televizijske storitve, ki se naročnikom prodajajo za dodatno mesečno plačilo in ne sprejemajo televizijskega oglaševanja, ter predstavljajo svoj program brez redukcije spornega gradiva. Sčasoma je postal prvi televizijski kanal na svetu, ki je začel oddajati prek satelita. Tako so razširili rastočo regionalno plačljivo storitev, ki je bila prvotno na voljo le ponudnikom kabelske televizije in večkanalne večtočkovne distribucijske storitve (multipoint distribution service (MDS)) na severu Srednjega Atlantika (ZDA) in jugu Nove Anglije, v nacionalnrm televizijskem omrežju, septembra 1975. Skupaj s sestrskim kanalom Cinemax je bila avgusta 1991 med prvima dvema ameriškima plačljivima televizijskima storitvama, ki sta ponujali tudi brezplačne prizemeljske TV kanale.
Omrežje upravlja sedem 24-urnih linearnih multipleksnih kanalov in tradicionalno naročniško platformo (video na zahtevo - Hbo On Demand), njegove vsebine pa so osrednji del HBO Max, razširjene pretočne platforme, ki deluje ločeno od družbe Home Box Office, Inc., vendar si z njo deli upravljanje, in vključuje tudi izvirne programe, ki so nastali izključno za to storitev, ter vsebine iz drugih lastnin družbe WarnerMedia. 
Celotna poslovna enota Home Box Office s sedežem na sedežu podjetja WarnerMedia v 30 Hudson Yards v okrožju West Side na Manhattnu je eno od najbolj dobičkonosnih sredstev družbe Warner Bros Discovery, saj od leta 2017 vsako leto ustvari skoraj 2 milijardi dolarjev prihodkov iz poslovanja.

## Pregled
Septembra 2018 je bil program HBO na voljo približno 35 milijonom ameriških gospodinjstev, ki so bila naročena preko ponudnika telekomunikacijskih storitevs čimer je dosegel največje število naročnikov med vsemi ameriškimi premium kanali. (Med letoma 2006 in 2018 je bil v lasti Starz Encore - trenutno v lasti Lionsgate hčerinske družbe Starz Inc.- ki je imel po ocenah Nielsen Media Research iz februarja 2015 40 milijonov naročnikov v primerjavi s 35 milijoni naročnikov, ki jih je takrat imel HBO).Poleg ameriške naročniške baze HBO distribuira svoje programske vsebine v vsaj 151 državah po vsem svetu, in sicer za približno 140 milijonov naročnikov.
Naročniki HBO pri ponudnikih kabelske, satelitske in virtualne plačljive televizije omrežje običajno plačujejo kot storitev po naročilu (čeprav je cena njegovega sedemkanalnega multipleksa običajno enaka ceni paketa) na vrhu osnovne programske stopnje, ki vključuje druge kabelske in satelitske kanale. Comcast, ki je od oktobra 2013 do julija 2014 ali januarja 2015, odvisno od trga, ponujal HBO kot del paketa omejenih osnovnih kabelskih in internetnih storitev, je edini večji ponudnik, ki je aktivno prodajal omrežni multipleks v skladu s točno določeno strukturo uredbe. Ker je bil primarni kanal HBO (kot tudi HBO2 in/ali HBO Signature, odvisno od lokalne razpoložljivosti kot dodatek k osnovni storitvi) v zgodnjih in srednjih letih 20. stoletja v večini sistemov prenesen na digitalni kabelski programski paket, kabelski ponudniki za sprejem HBO običajno zahtevajo uporabo digitalnega kabelskega pretvornika, (CableCARD) ali (QAM, QAM tuner). Ko je bil HBO na voljo na analognih kabelskih nivojih, so ga naročniki lahko sprejemali prek tunerjev, ki so bili vgrajeni v analogne televizijske sprejemnike.
HBO ponuja svoje vsebine tudi prek spletnih platform; medijske storitve na zahtevo in mobilne aplikacije, ki se prodajajo neodvisno od obstoječe naročnine na linearni kanal HBO: prek istoimenske enote sestrske hčerinske družbe WarnerMedia Direct upravlja pretočno storitev video na zahtevo (SVOD) s skupno blagovno znamko, HBO Max, ki je začela delovati 27. maja 2020. Na voljo je na večini digitalnih platform in linearnim naročnikom HBO pri sodelujočih ponudnikih televizijskih storitev ter ponuja obsežno videoteko izvirnih programov HBO (vključno s trenutnimi in preteklimi serijami, televizijskimi filmi, dokumentarci in posebnimi filmi), ter kinematografskih filmov sestrskega studia Warner Bros. Pictures in drugih studiev, ki distribuirajo filmske vsebine za linearno televizijsko storitev HBO (vključno z naslovi, ki niso licencirani za predvajanje na HBO in/ali njegovih multipleksnih kanalih); HBO Max pa dopolnjuje linearne vsebine HBO z lastnim naborom izvirnih programov, ki jih distribuira WarnerMedia Direct, in knjižničnimi vsebinami, ki izvirajo iz drugih enot družbe WarnerMedia, vključno z njenimi oddajnimi in osnovnimi kabelskimi omrežji (predvsem The CW, CNN, TBS (ameriški TV kanal), TNT (ameriški TV kanal) in Cartoon Network / Adult Swim ter Warner Bros. Television Group- ter od dodatnih tretjih distributerjev.HBO ima tudi premijske dodatke, ki ponujajo linearne televizijske prenose v živo, ki trenutno niso na voljo v lastniški storitvi HBO Max, in knjižnico vsebin VOD so pa na voljo prek storitve Hulu (ki vključuje East Coast of the United States in West Coast of United States, kanale vseh sedmih linearnih kanalov HBO) in starejšim naročnikom digitalnega "kanala" na trgu (The Roku Channel - ponuja kanale primarnega kanala Vzhod/Zahod). Zaradi pogojev o uporabniških podatkih, vključenih v distribucijske pogodbe za HBO Max, je WarnerMedia osrednje "kanale", ki se prodajajo prek pretočnih platform brez obstoječe ponudbe vMVPD za stranke, ki so se naročile pred začetkom prodaje HBO Max na zadevnih platformah, pri čemer so morale tržnice po podaljšanem pogodbenem obdobju izteka veljavnosti prekiniti podporo prejšnjim kanalom HBO. Apple TV je 22. julija 2021 prekinil podporo za svoj kanal HBO, ki je bil na voljo za prodajo od začetka delovanja tržnice marca 2019 do začetka delovanja HBO Max maja 2020, medtem ko je Amazon Prime Video, 15. septembra 2021 prekinil svoj kanal HBO, ki je bil na voljo za prodajo deset mesecev, potem ko je bil HBO Max novembra 2020 dodan platformam Amazon Fire.

### Nacionalna širitev, inovacije in uveljavitev (1975-1993)
11. aprila 1975 sta Levin in Time-Life predstavila načrte za začetek distribucije signala HBO prek geostacionarnega satelita in neposrednega oddajanja kabelskim ponudnikom po Združenih državah Amerike. Čeprav so se takratne televizijske postaje obotavljale, da bi se lotile satelitskega oddajanja, saj jih je skrbelo, da bi se lahko sateliti nehote izklopili ali strmoglavili iz svoje orbite, pa tudi stroški nakupa sprejemnih krožnikov, ki so jih leta 1974 prodajali za 75 000 dolarjev (Predloga:Inflacija, prilagojeno za inflacijo), je HBO med omejenimi razpoložljivimi možnostmi ugotovil, da je satelitska tehnologija edina učinkovita metoda za razširitev v nacionalno plačljivo televizijsko storitev, saj je bilo treba razviti obsežno infrastrukturo mikrovalovnih in koaksialnih telefonskih oddajnih stolpov v vseh 50 državah ZDA. ZDA - vključno z vzdrževanjem obstoječega mikrovalovnega omrežja HBO - bi bilo za HBO zaradi časovnih, stroškovnih in geografskih omejitev stroškovno nesprejemljivo. Družba je objavila pogodbo v vrednosti 7,5 milijona dolarjev z RCA Americom Communications o najemu transponderja na takrat še nastajajočem satelitu (Satcom), ki naj bi bil izstreljen konec leta 1975 - za petletno obdobje. Poleg tega se je proizvajalec opreme za kabelsko televizijo (Scientific Atlanta) na predlog predsednika podjetja Sida Topola - dogovoril, da bo zgradil zemeljske satelitske relejne postaje za prenos signala do sedeža HBO v Manhattnu in kabelskih sistemov strank. HBO je podpisal tudi pogodbo o distribuciji satelitskega prenosa v osmih sistemih: UA-Columbia Cablevision v Kaliforniji, Teksasu, Floridi, Arizoni, Arkansasu in Washingtonu, na njihovih sedežih pa so bili zgrajeni sprejemniki zemeljskih postaj za prestrezanje in posredovanje signala. Time/HBO reached agreements with various cable system operators—including MSOs like American Television and Communications Corporation, Comcast, Cox Cable, Jones Intercable, Heritage Communications and TelePrompTer Cable—to redistribute the satellite feed.
Decembra 1978 je mreža dosegla polno nacionalno distribucijo, saj je pridobila 750 kabelskih podružnic v vseh 50 zveznih državah ZDA s približno dvema milijonoma naročnikov. Programming gradually expanded over time; by January 1979, HBO's programming day lasted between nine and eleven hours per day (usually from 5:00 p.m. to 2:00 a.m. ET/PT) on weekdays and around 12½ hours (usually from 2:30 p.m. to 3:00 a.m. ET/PT) on weekends.Do aprila 1980, ko je bila prvič predstavljena sedanja različica logotipa iz leta 1975, je bilo celotno ime "Home Box Office" v večini oddaj in drugih promocijskih izrazov opuščeno in se je uporabljalo ime "HBO". Polno ime se še vedno uporablja kot pravno ime matične podružnice pod okriljem WarnerMedia in se v etru uporablja v pravni besedi o avtorskih pravicah med končnimi napisi izvirnih programov in identifikacijskimi oznakami omrežja, ki se prikazujejo dvakrat na dan - zjutraj in pozno popoldne - ob koncu promocijskih odmorov; predstavitvenimi napisi, ki se prikažejo na začetku izvirnih posebnih oddaj, in lastniškim logotipom produkcije, na podlagi kartice "noise (video)", ki se od leta 1993 prikazuje pred izvirnimi serijami, posebnimi oddajami in dokumentarnimi filmi HBO, ob koncu izvirnih oddaj omrežja.) Subscribership mostly doubled each year into the early 1980s, increasing from around four million subscribers (across 1,755 systems) in December 1979 to around 10.4 million subscribers (across 3,600+ systems) by November 1982.

### Rast pomena izvirnih programov (1993-2016)
V devetdesetih letih dvajsetega stoletja je HBO začel pridobivati sloves visokokakovostnega  izvirnega programa; v tem desetletju je mreža doživljala vse večji uspeh med občinstvom in priznanja televizijskih kritikov za izvirne serije, kot so Tales from the Crypt, Dream On, Tracey Takes On. ., Mr. Show with Bob and David in Arliss. Ena od komičnih oddaj, ki je bila premierno predvajana na začetku desetletja, The Larry Sanders Show, je verjetno postala HBO-jeva vodilna serija devetdesetih let; oddaja je uživala kultni status in odobravanje kritikov ter prejela številne nominacije in zmage za številne pomembne televizijske nagrade, vključno s tremi Primetime Emmy Awardi, tremi Golden Globe Awardi in dvema Peabody Awardi.
Julija 1997 je HBO premierno prikazal svojo prvo enourno dramsko pripovedno serijo Oz. Medtem ko je bila serija Oz v šestih sezonah svojega delovanja deležna pohval kritikov, je mreža šele s premiero serije Sopranovi, januarja 1999 dosegla širok uspeh pri kritikih za enourno dramsko serijo. Sopranovi so v šestih sezonah prejeli 111 nominacij za emmyja in 21 zmag, vključno z dvema nagradama Primetime Emmy Award for Outstanding Drama Series. Prva zmaga mafijske drame za izjemno dramo in nagrado Emmy za izjemno igralko in a Drama Series (za Drea de Matteo) v 56th Primetime Emmy Awards|2004, dva od štirih emmyjev, ki jih je osvojila tisto leto, sta pomenila prvo zmago kabelskega programa v obeh kategorijah pred programom ene od glavnih televizijskih mrež. Leta 1998 je debitiral film Od Zemlje do Lune (miniserija)-From the Earth to the Moon, katerega produkcija je stala 68 milijonov dolarjev in je prejel tri nagrade emmy, med drugim nagrado emmy za izjemno dramsko serijo in zlati globus za najboljšo miniserijo ali televizijski film. Junija 1998 je na mreži debitirala serija Seks v mestu. V šestih sezonah je komična serija prejela 54 nominacij za emmyja in jih sedem dobila, vključno z eno zmago za nagrado Primetime Emmy Award for Outstanding Comedy Series, leta 2004 pa je prejela še eno, prvi zmagi za nagrado Emmy za izjemno glavno igralko v komični seriji (za Sarah Jessico Parker) in nagrado emmy za izjemno stransko igralko v komični seriji (za Cynthio Nixon).
HBO je leta 2008 doživel dodatno odobravanje gledalcev s prvencem Prava kri, fantazijsko grozljivko na temo vampirjev, ki temelji na seriji gotskih romanov The Southern Vampire Mysteries avtorice Charlaine Harris. Čeprav je serija Prava kri v času svojega predvajanja prejela le nekaj pomembnih televizijskih nagrad, je njena povprečna gledanost pogosto konkurirala Sopranovcem in v drugi sezoni dosegla 12,4 milijona gledalcev na teden (ob upoštevanju ponovitev in gledanosti na zahtevo). V letu 2010 je mreža doživela premiero še treh uspešnic: Igra prestolov, ki je požela pohvale kritikov in gledalcev ter z 12 nagradami (67th Primetime Emmy Awards 2015) postavila rekord po številu Emmyjev za posamezen program v enem letu.

### Lastništvo AT&T; predlagana izčlenitev družbe WarnerMedia (2016-2022)
Družba AT&T je 22. oktobra 2016 objavila ponudbo za nakup družbe Time Warner za 108,7 milijarde USD. Ameriško dovoljenje za predlagano združitev je bilo potrjeno s sodno odločbo 12. junija 2018. Združitev je bila zaključena dva dni pozneje, 14. junija 2018, ko je Time Warner postal hčerinsko podjetje v 100-odstotni lasti AT&T, ki se je enoto preimenoval v WarnerMedia. Prizivno sodišče ZDA v Washingtonu je 26. februarja 2019 soglasno potrdilo sodbo nižjega sodišča v korist družbe AT&T.
28. februarja 2019 je Richard Plepler odstopil s položaja izvršnega direktorja družbe Home Box Office, Inc. po 27 letih dela na HBO in dvanajstih letih vodenja mreže in njene matične enote.
Družba WarnerMedia je 7. avgusta 2020 napovedala obsežno reorganizacijo podjetja, v kateri je družbo Home Box Office, Inc. in druga sredstva družbe WarnerMedia Entertainment združila z družbo Warner Bros. Entertainemnt v nov oddelek za vsebine, WarnerMedia Studios & Networks Group. Casey Bloys, ki je bil od maja 2016 predsednik programskega oddelka za HBO in Cinemax, je med svoje odgovornosti dodal še nadzor nad HBO Max in osnovnimi kabelskimi omrežji družbe WarnerMedia.

### Lastništvo družbe Warner Bros. Discovery (2022-danes)
Družbi AT&T in Discovery, Inc. sta 17. maja 2021 sklenili dokončni sporazum, po katerem bo družba WarnerMedia odcepljena iz AT&T kot neodvisno podjetje, ki bo v zameno prevzelo sredstva družbe Discovery. Transakcija v vrednosti 43 milijard dolarjev v obliki gotovine, vrednostnih papirjev in delnic, ki bo vključevala ohranitev nekaterih obstoječih dolgov družbe WarnerMedia, naj bi bila zaključena do 8. aprila 2022. Po zaključku transakcije bodo Home Box Office Inc. in vsa druga sredstva družbe WarnerMedia združena s sredstvi družbe Discovery (kot so Discovery Channel, Animal Planet, Food Network in drugi). Delničarji družbe AT&T bodo imeli v lasti 71 % delnic družbe, delničarji družbe Discovery pa preostalih 29 % delnic; za vodjo nove družbe bo imenovan predsednik/izvršni direktor družbe Discovery David Zaslav, ki bo nadomestil izvršnega direktorja družbe WarnerMedia Jasona Klinarja.

### Sestrski kanali

#### Cinemax
Cinemax je ameriška plačljiva televizijska mreža, ki je v lasti Home Box Office, Inc. hčerinske družbe WarnerMedia Studios & Networks. Prvotno je bil razvit kot spremljevalna storitev HBO, njegov program pa sestavljajo nedavni in nekateri starejši celovečerni filmi, ki so izšli v kinematografih, izvirne akcijske igrane serije, dokumentarni filmi in posebni behind the scenes filmi. Čeprav Cinemax in HBO delujeta kot ločeni premijski storitvi, številni ponudniki večkanalne televizije njune kanale zelo pogosto prodajajo v skupnem paketu; vendar imajo stranke možnost naročiti ustrezne pakete kanalov HBO in Cinemax posamično.
HBO je 1. avgusta 1980 začel oddajati Cinemax, spremljevalni filmski premijski kanal, ki je bil ustvarjen kot neposredna konkurenca dvema obstoječima filmskima premijskima kanaloma: The Movie Channel, ki je bil takrat manjša samostojna plačljiva filmska storitev v lasti podjetja Warner-Amex Satellite Entertainment (takrat v delni lasti predhodnika WarnerMedia, Warner Communications), in Home Theater Network (HTN), zdaj že ukinjena storitev v lasti podjetja Westinghouse Broadcasting, ki se je osredotočala na filme kategorij G in PG.Cinemaxu je v prvih letih delovanja uspelo deloma zato, ker se je zanašal na klasične filmske izdaje iz obdobja od 50. do 70. let dvajsetega stoletja, v spored pa je vnesel tudi nekaj novejših filmov, ki jih je predvajal brez komercialnih prekinitev v času, ko so zaradi omejene zmogljivosti kanalov na končnih postajah kabelske televizije naročniki lahko sprejemali le tri ducate programov (od katerih je bila do polovica rezervirana za lokalne in izventrgovske radiodifuzne postaje ter javne dostopne kanale). V večini primerov so kabelski operaterji Cinemax in HBO prodajali kot poseben premijski paket, ki je bil običajno ponujen s popustom strankam, ki so se odločile naročiti oba kanala. Cinemax je za razliko od HBO od začetka oddajanja ohranil tudi 24-urni program in je bil ena prvih plačljivih kabelskih storitev, ki je oddajala 24 ur na dan.

### Druge storitve

#### HBO HD
HBO HD, ki se je od marca 1999 do aprila 2006 prvotno imenoval HBO HDTV, je televizija visoke ločljivosti, ki oddaja v formatu ločljivosti 1080i. Cox Communications in Optimum ter DirecTV, AT&T U-verse in Verizon FiOS. Od leta 2008, ko so začeli oddajati HD program za multipleksne kanale HBO, do sredine leta 2010 je večina ponudnikov plačljive televizije, ki so oddajali HBO HD, na splošno ponujala le glavni kanal v visoki ločljivosti, pri čemer se je oddajanje HD za multipleksne kanale razlikovalo glede na trg. Od 2020 je večina ponudnikov prenašala vseh sedem kanalov multipleksa HBO v visoki ločljivosti, in sicer na posebni ravni kanalov HD, ločeni od kanalov SD, ali kot hibridne kanale SD/HD.

#### HBO On Demand
HBO On Demand je spremljevalna storitev HBO video na zahtevo (SVOD), ki je brez dodatnih stroškov na voljo naročnikom linearne televizijske storitve, ki redno plačujejo premije ponudnikom plačljive televizije za dostop do kanala. Vsebina VOD iz omrežja je na voljo tudi v izbranih virtualnih storitvah MVPD (vključno s storitvami DirecTV Stream, YouTube TV, ter prek posebnega video kanala HBO Roku#The Roku Channel. HBO na zahtevo ponuja kinematografske celovečerne filme distribucijskih partnerjev HBO in izvirne programe, ki so bili pred tem prikazani v omrežju (vključno s tedenskimi serijami, dokumentarnimi filmi, športnimi revijami in dokumentarnimi programi ter posebnimi oddajami o koncertih in stand-up komedijah). Izbor programov, ki se spreminja, vključuje novejše filmske naslove in epizode, ki so na platformo dodani po njihovi premieri na linearnem kanalu, ter knjižnične vsebine (vključno s celotnimi sezonami preteklih in sedanjih izvirnih programov omrežja).

#### HBO Go
HBO Go' je mednaroden pretočni mediji za  naročnike linearne televizijske storitve HBO. Dostopna je bila prek spletnega mesta play.hbogo.com in aplikacij za Apple Inc., iOS (Apple) in Apple TV naprave. Vsebina, ki je bila na voljo v storitvi HBO Go, je vključevala filme, ki so bili predvajani v kinematografih (izvirajo iz pogodbenih oken plačljive televizije za nedavne studijske izdaje in iz sporazumov o knjižničnih vsebinah s filmskimi distributerji), ter izvirne programe HBO (vključno s scenarijskimi serijami, filmi na zahtevo, posebnimi komedijami, dokumentarci ter športnimi dokumentarci in revijami).Storitev HBO Go ter spremljevalni storitvi HBO Now in HBO Max nista omogočali neposrednih simulacij sedmih linearnih kanalov HBO. (HBO in Cinemax sta edini ameriški premijski televizijski storitvi, ki v svojih lastnih platformah za pretočno predvajanje VOD ne vključujeta neposrednih prenosov omrežij).

#### HBO Max
HBO Max je naročniška pretočna storitev, ki jo upravlja podjetje WarnerMedia Direct in temelji predvsem na programih HBO in drugih vsebinah podjetja Warner Bros. Discovery.

### Knjižnica filmov
Filmi v povprečju zavzemajo od 14 do 18 ur dnevnega programa na HBO in HBO2 (ali le 12 ur na slednjem, odvisno od tega, ali je na HBO2 predviden podaljšan maraton "dohitevanja" izvirne serije HBO) in do 20 ur na dan - odvisno od oblike kanala - na petih tematskih multipleksnih kanalih. Od 6. junija 1992 je HBO ob sobotah ob 20:00, ponudil tedenske plačljive televizijske premiere najnovejših kinematografskih filmov in izvirnih filmov, posnetih za kabelsko televizijo. Predstavitve dogodkov, ki so sledili filmu, kot so boksarski prenosi ali koncerti, so povzročili redka odstopanja v začetnem času prejšnjega filma; če je bil na sporedu dogodek v živo, se je pred ukinitvijo boksarskih prenosov HBO decembra 2018 premierni film predvajal po dogodku - v obratnem vrstnem redu kot pri vzhodni oddaji - v pacifiškem časovnem pasu. Od junija 1996 do septembra 2006 so bile predstavitve oglaševane pod imenom "Jamstvo sobotnega večera", kar je pomenilo obljubo, da bo "vsak sobotni večer" vseh 52 tednov v letu na sporedu nov film. HBO je omenjeno "jamstvo" poudarjal v promocijskih akcijah za sobotno premiero že od januarja 1994. Preden je bila sobota izbrana za osrednji premierni večer, so se HBO-jeve filmske premiere v najbolj gledanem času vrstile med soboto, nedeljo in sredo, odvisno od konkurence televizijskih programov v tradicionalni televizijski sezoni. Prvenstveni filmi v kinematografih imajo v povprečju premiero od deset mesecev do enega leta po koncu prvega predvajanja filma v kinematografih in največ šest mesecev po izidu na DVD-ju ali digitalnem prenosu na zahtevo (VOD).

## Blagovna znamka
Prvotni logotip HBO, ki se je uporabljal od 8. novembra 1972 do 30. aprila 1975, je bil sestavljen iz minimalističnega svetlobnega polja, ki je obkrožalo levo nastavljeno ploščico z imenom "Home Box Office" v kapitalizaciji, ki jo je spremljala slika kupona in vstopnice (prvo in drugo je označevalo začetno usmeritev kanala na film in dogodke).
Prva različica sedanjega znaka HBO, ki jo je oblikoval takratni umetniški direktor Betty E. Brugger, je bila predstavljena 1. marca 1975; sestavljalo jo je krepko, veliko besedilo "HBO" z znakom tarče, ki izhaja iz Tuner gumbov za uglaševanje na takratnih modelih televizijskih sprejemnikov in kabelskih pretvornikov, znotraj valjaste črke "O". Zaradi nenamernih vtisov potrošnikov, ki so ime videli kot "HEO", saj je bil pri zasnovi iz leta 1975 "O" zakrit z dvojno krivuljo "B", ga je marketinško podjetje Bemis Balkind spremenilo v sedanjo okrnjeno obliko; aprila 1980 je "O" - zdaj pritrjen na celotno dvojno krivuljo "B" - premaknilo za "osmino palca" v desno ter nekoliko povečalo razdaljo med napisi in znakom "bullseye".
Logotip je postal splošno prepoznaven po uvodni sekvenci programa, pogosto imenovani "HBO v vesolju", ki jo je konec leta 1981 izdelalo newyorško produkcijsko podjetje Liberty Studios in se je uporabljala od 20. septembra 1982 do 31. oktobra 1997. Zamenjala je serijo šestih animiranih uvodov "HBO Feature Movie", ki so se uporabljali od aprila 1979 in jih je kanadska plačljiva storitev Crave TV pozneje ponovno uporabila za uvode filmov v letih 1984-87.
Druga sekvenca, ki se poklanja otvoritvi iz leta 1982 - zasnovalo jo je podjetje Imaginary Forces, spremljala pa jo je Smithova tema, ki jo je priredil Man Made Music - je bila predstavljena 4. marca 2017. Zamenjala je krajši, minimalistični uvod, ki je temeljil na kaskadnih zaslonskih slikah iz gledaliških filmov iz HBO-jeve programske knjižnice in je bil uveden aprila 2014 - ena od dveh kratkih sekvenc podjetja Viewpoint Creative, uporabljenih med 2. aprilom 2011 in 3. marcem 2017, ko sta bili oblikovani po vzoru grafične podobe omrežja, pred njo pa je bila sekvenca iz let 2011-2014, ki jo je oblikoval izvajalec Viewpoint Jesse Vartanian.

## Mednarodne različice
HBO Europe je začel delovati v Budimpešti leta 1991 v sodelovanju s podjetjem Sony, ki se mu je leta 1996 pridružilo podjetje Disney. Po začetku delovanja na Madžarskem se je razširila v več srednjeevropskih in balkanskih držav, kot so Češka leta 1994, Poljska leta 1996, Slovaška leta 1997, Romunija leta 1998, Moldavija leta 1999, Bolgarija leta 2001, Srbija, Črna gora ter Bosna in Hercegovina leta 2006 in Severna Makedonija leta 2009. Od leta 2012 do leta 2016 je bil na voljo tudi na Nizozemskem v okviru partnerstva z nizozemskim kabelskim operaterjem Ziggo. Leta 2010 je HBO kupil deleže družb Sony in Disney.  Programi HBO so na voljo tudi prek storitve HBO Max OTT. Poleg tega so programi na Danskem, Finskem, Norveškem, Švedskem, Španiji, Portugalskem in Nizozemskem na voljo izključno prek storitve HBO Max.
HBO Asia je bil leta 1992 izdan v Singapurju v partnerstvu s podjetjem Singtel, pozneje pa sta se mu pridružila Sony in UIP (Universal Pictures in Paramount Pictures). Leta 1993 je sledila širitev na Tajsko in Filipine, leta 1994 na Tajvan in v Indonezijo, leta 1995 v Hongkong in Malezijo ter leta 2005 v Vietnam. Od leta 1997 do leta 2020 je bil na voljo tudi v drugih državah Azije, kot so Brunej, Kambodža, Južna Koreja, Macau, Mjanmar, Mongolija, Nepal, Palau, Papeška Nova Gvineja in Šrilanka. Video program na zahtevo v jugovzhodni in južni Aziji je od aprila 2022 še vedno na stari platformi HBO Go, medtem ko bo HBO Max začel delovati leta 2023.